# Eleanor Roosevelt
Anna Eleanor Roosevelt nota come Eleanor Roosevelt (New York, 11 ottobre 1884 – New York, 7 novembre 1962) è stata un'attivista e first lady statunitense.
Dal 1933 al 1945, nel suo ruolo di First lady, sostenne e promosse le scelte e la linea politica del marito, il presidente Franklin Delano Roosevelt, nota come New Deal. S'impegnò attivamente durante tutta la sua vita nella tutela dei diritti civili, e fu tra le prime femministe, nonché un'attivista molto impegnata (si oppose all'emendamento per la parità dei diritti, poiché esso avrebbe impedito al Congresso e agli Stati di promulgare leggi speciali a protezione delle donne lavoratrici).
Ebbe un ruolo importante nel processo di creazione delle Nazioni Unite, della United Nations Association e della Freedom House.
Presiedette la commissione che delineò e approvò la Dichiarazione universale dei diritti dell'uomo. Il presidente Harry S. Truman la celebrò con l'appellativo di First Lady of the World, in onore dei suoi sforzi per la difesa dei diritti umani. Fece molto anche per i diritti delle comunità afroamericane e in questo modo suo marito ottenne molti voti da parte di queste ultime.

## Biografia

### Giovinezza
Anna Eleanor Roosevelt nacque a New York, da Anna Rebecca Hall (1863 - 1892) ed Elliott Bulloch Roosevelt, fratello del Presidente Theodore Roosevelt. La famiglia discendeva da Claes Martenszen van Rosenvelt, un olandese emigrato a Manhattan, Nuova Amsterdam (poi ribattezzata New York) nel 1640.
I suoi nipoti, Johannes e Jacobus, diedero origine ai due rami familiari di Oyster Bay e Hyde Park a New York. Eleanor discendeva dal ramo di Johannes, mentre il suo futuro marito Franklin dal ramo di Jacobus.
Da parte di madre la famiglia discendeva da William Livingston, uno dei firmatari della Costituzione degli Stati Uniti. Eleanor ebbe due fratelli, Elliott Jr (1889-1893) e Hall Roosevelt (1891 - 1941).
In seguito alla morte dei suoi genitori, la giovane Eleanor fu cresciuta a Tivoli, New York, dalla nonna materna Mary Ludlow. Eleanor si trovò così in un ambiente familiare non favorevole, nel quale le veniva spesso manifestata ostilità (anche da parte della futura suocera Sara Roosevelt). Si lamentò della situazione con sua zia Anna Cowles (sorella di Theodore), la quale decise di portarla via dagli Hall. Lo zio Theodore l'accolse nella sua casa di Sagamore Hill, dove le fu prestata molta attenzione. Fu lì che a una festa di Natale incontrò il cugino e futuro marito Franklin Roosevelt.
Con l'incoraggiamento della zia Bamie, Eleanor fu mandata ad Allenswood, una scuola femminile nei dintorni di Londra, dove studiò dal 1899 al 1902. Qui conobbe Mademoiselle Marie Souvestre, sua insegnante-capo, che ebbe su di lei notevole influenza. La Souvestre, interessata alle cause liberali, la portò con sé in viaggio per l'Europa, stimolandola allo studio di storia e letteratura e a interessarsi di giustizia sociale, abituandola a esprimere le proprie opinioni in modo eloquente. Ad Allenswood Eleanor si guadagnò l'affetto di studenti e insegnanti, che la rimpiansero al suo ritorno negli Stati Uniti. Eleanor definì la Souvestre come una delle tre persone che ebbero maggiore influenza nella sua vita, e disse di lei: "Mademoiselle Souvestre scioccava con il suo pensiero, ma questo alla fine aveva un effetto benefico". Grazie a quell'esperienza Eleanor uscì dal suo guscio di adolescente solitaria , crescendo intellettualmente ed emotivamente. Quando venne il momento di tornare a New York, la Souvestre fece del suo meglio per prepararla ai Roosevelt di Hyde Park.

Eleanor e Franklin a Campobello Island (Canada), nel 1903.

### Eleanor e Franklin
Nel 1902 incominciò a vedersi con il lontano cugino Franklin, studente di Harvard, frequentazione che proseguì sino al fidanzamento, nel novembre 1903.
Sara Ann Roosevelt, la madre di Franklin, contraria al matrimonio, riuscì a farlo rimandare per sedici mesi; e nel vano tentativo di far dimenticare Eleanor al figlio, lo spedì a fare un lungo viaggio con degli amici. Tuttavia la maggior parte della famiglia era favorevole all'unione. Il sostegno maggiore venne dallo zio Theodore, che scrisse una lettera a Franklin sostenendolo nella sua scelta.
Il 17 marzo 1905, giorno di San Patrizio, Eleanor e Franklin si sposarono, e il presidente Theodore Roosevelt accompagnò la sposa all'altare. Le cugine di Eleanor Alice Roosevelt e Corinne Robinson fecero da damigelle d'onore assieme a Isabella Greenway. La suocera di Eleanor continuò a interferire nella vita della giovane coppia, scegliendo per loro una casa a poca distanza dalla sua, e arredandola secondo i suoi gusti personali.
Dal matrimonio nacquero sei figli:
- Anna Eleanor Jr (3 maggio 1906-1º dicembre 1975)
- James (23 dicembre 1907-13 agosto 1991)
- Franklin Delano Jr (18 marzo 1909-1º novembre 1909)
- Elliott (23 settembre 1910-27 ottobre 1990)
- Franklin Delano Jr. (17 agosto 1914-14 agosto 1988)
- John Aspinwall (13 marzo 1916-27 aprile 1981)

Nonostante ciò il matrimonio fu tutt'altro che felice e nei lunghi anni alla Casa bianca i due vissero da separati in casa. Inoltre come Roosevelt, anche Eleanor ebbe numerosi amanti, tra cui la guardia del corpo Earl Miller, il leader comunista Joseph Lash e soprattutto la giornalista Lorena Hickok, con cui continuo' ad avere rapporti di lavoro, anche dopo la fine della loro relazione.
Alla morte del marito, nel 1945, Eleanor continuò ad abitare nella proprietà di Hyde Park accanto alla casa principale, nella casa chiamata Val-Kill fatta rimodernare per lei dal marito. Costruita originariamente come piccola fabbrica manifatturiera per le industrie Val-Kill, l'abitazione diede a Eleanor quella privacy che le era mancata per molti anni, affrancandola anche dalla presenza dominante e oppressiva della suocera. Eleanor intratteneva lì anche la sua cerchia di amici in riunioni informali.

### First lady

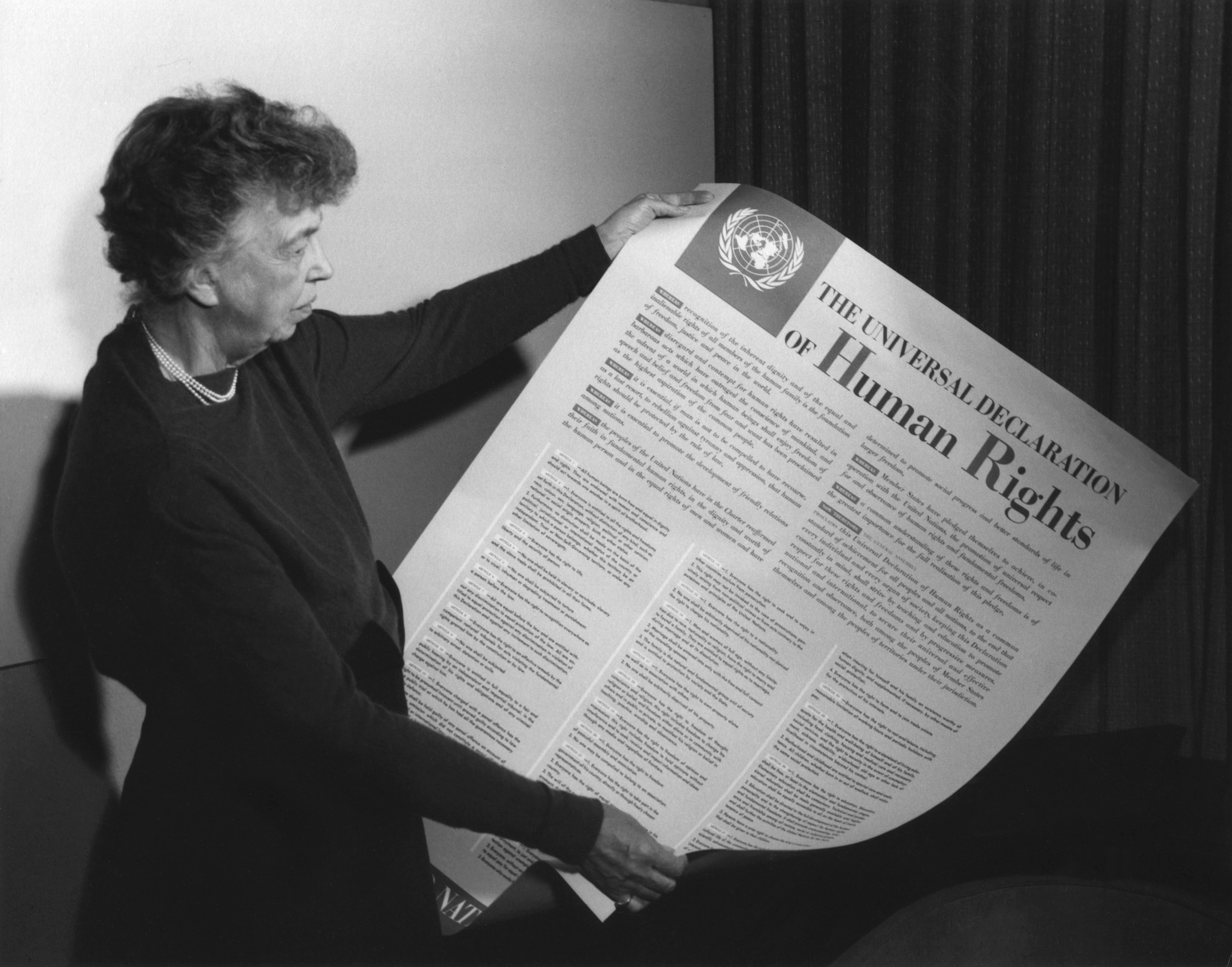
Eleanor Roosevelt presenta la Dichiarazione universale dei diritti dell'uomo (1948)

Durante il periodo della presidenza, Eleanor fu molto attiva nel sostenere il movimento americano per i diritti civili e i diritti degli afroamericani. Il marito non volle appoggiarla pubblicamente, poiché aveva bisogno del supporto dei democratici del sud per portare avanti la sua agenda politica, e fu quindi Eleanor a fare da tramite per l'ottenimento dei voti della comunità afroamericana. L'oltranzismo delle posizioni politiche di Eleanor spinse il direttore dell'FBI John Edgar Hoover a porla sotto una costante sorveglianza.
Nel 1939, non fu consentito alla cantante lirica afroamericana Marian Anderson – appartenente all'Associazione delle figlie della rivoluzione americana – di esibirsi alla Constitution Hall. Per questo motivo Eleanor lasciò l'associazione. Tuttavia, non protestò con altrettanta forza quando il consiglio scolastico del District of Columbia, sotto la giurisdizione del presidente Roosevelt e del Congresso controllato dai democratici, rifiutò alla stessa cantante di esibirsi per un pubblico interrazziale nell'auditorium di una scuola pubblica di soli bianchi.
In seguito, il Segretario di Stato Harold L. Ickes, su suggerimento di Walter White del NAACP (National Association for the Advancement of Colored People), organizzò un'esibizione per la Anderson sui gradini del Lincoln Memorial, esibizione che avvenne di fronte ad una platea di 70 000 persone.

### Seconda guerra mondiale
Eleanor Roosevelt fu particolarmente attiva in patria durante la guerra. Diresse assieme al sindaco di New York Fiorello La Guardia un comitato nazionale di difesa civile, e furono innumerevoli le sue visite ai centri civili e militari in segno di sostegno morale.
Si impegnò in maniera particolare affinché gli afroamericani e le donne avessero maggiori opportunità. Nel 1943, con Wendell Willkie ad altri esponenti americani, gettò le basi per la costituzione della "Freedom House", un istituto di ricerca per la promozione della pace e della democrazia nel mondo.
Eleanor riuscì a raccogliere molti fondi attraverso la pubblicità, e dal Pan-American Coffee Bureau arrivò a incassare mille dollari a settimana; poiché i fondi provenivano in parte da governi stranieri, il Dipartimento di Stato cercò inutilmente di far annullare il contratto pubblicitario.

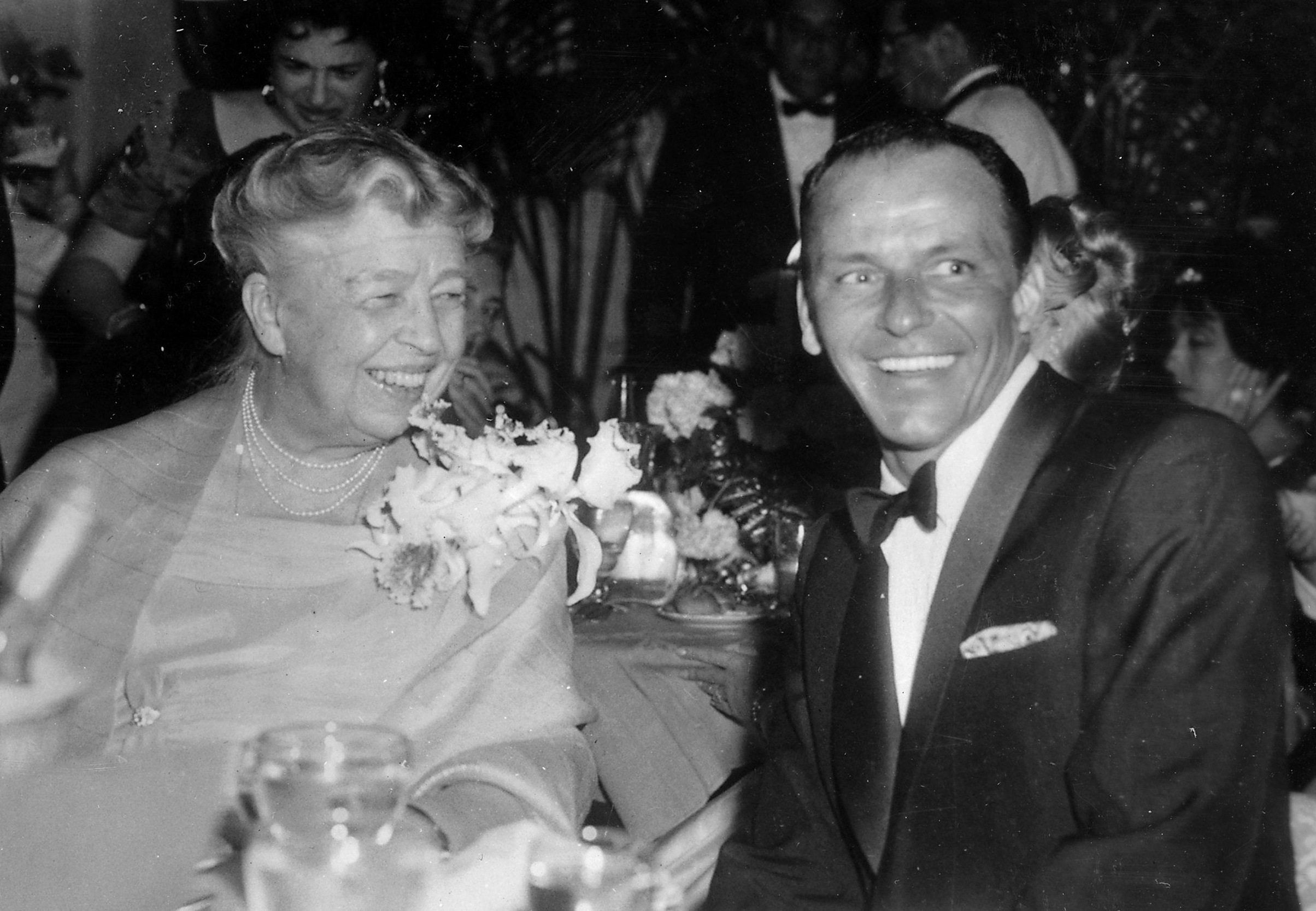
Nel 1960 l'ex first lady Eleanor Roosevelt con Frank Sinatra.

Eleanor Roosevelt con Josip Broz Tito a Brioni

### Politica del dopoguerra
Finita la guerra, Eleanor Roosevelt giocò un ruolo rilevante – assieme ad altre personalità come René Cassin, Peng Chun Chang, Charles Malik, John Peters Humphrey ed altri ancora – nella stesura e nell'approvazione della Dichiarazione universale dei diritti dell'uomo, da lei definita “la Magna Carta di tutta l'umanità”.
La Dichiarazione fu approvata dall'Assemblea Generale delle Nazioni Unite il 10 dicembre 1948: non ci furono voti contrari ma otto astenuti (i paesi del blocco sovietico, il Sudafrica e l'Arabia Saudita) e due assenti. Per Eleanor si trattò del coronamento di un lungo e faticoso impegno politico cominciato negli anni venti.
Nel 1950, con altre illustri personalità, si impegnò inutilmente per la salvezza di Milada Horáková, condannata a morte dal regime comunista cecoslovacco. Decisa fu inoltre la sua opposizione al maccartismo, la politica anticomunista interna, che lei definì "ondata di fascismo".
Fino alla sua morte, che giunse il 7 novembre 1962 a 78 anni, continuò a dare il suo appassionato appoggio alla causa dei diritti umani..

## Nella cultura di massa
- Nel film Sunrise at Campobello (1960) è interpretata da Greer Garson.
- Nel film Annie (1982) è interpretata da Lois De Banzie.
- Nel film per la TV Franklin D. Roosevelt - Un uomo, un presidente (2005) è interpretata da Cynthia Nixon.
- Nel film A Royal Weekend (2012) è interpretata da Olivia Williams.
- Nella serie televisiva Atlantic Crossing (2020) è interpretata da Harriet Sansom Harris.
- Nella serie televisiva The First Lady (2022) è interpretata da Gillian Anderson.